# Fernão Pires de Andrade
Fernão Pires de Andrade, död 1523, var en portugisisk handelsman och upptäckare.
de Andrade nådde 1517 Sydkinas kust i närheten av Kanton med 4 portugisiska och 4 malajiska skepp och öppnade Västerlandets förbindelser med Kina. Han blev till en början väl mottagen, och kunde skicka iväg Thomas Pires som Goaguvernörens ambassadör till Pekinghovet. När hans bror Simon de Andrade året därpå uppträdde som sjörövare i de kinesiska farvatten, drevs de båda bröderna ut och Andrade dog i kinesiskt fängelse.